# Wyn Davies
Ronald Wyn Davies (Caernarfon, 20 marzo 1942 – 17 luglio 2025) è stato un calciatore gallese, di ruolo attaccante.

## Carriera

### Club
Iniziò la propria carriera professionistica nel 1959 tra le file del Caernarfon Town prima di trasferirsi al Wrexham l'anno successivo. Con il club gallese totalizzò 55 presenze e mise a segno 21 reti in campionato, finendo poi per essere ceduto al Bolton dove venne soprannominato "Wyn the Leap". Successivamente, Davies venne ceduto al Newcastle United, dove rimase dal 1966 al 1971 vincendo anche la Coppa delle Fiere 1969. Dopodiché si trasferì al Manchester City per una somma di £ 52.500, trascorrendo un'annata segnata dalla vittoria dell'FA Charity Shield 1972. Il 14 settembre dello stesso anno venne ingaggiato dai rivali del Manchester United per mano dell'allora tecnico Frank O'Farrell. Debuttò per i Red Devils il 23 settembre seguente mettendo già a segno la sua prima rete in una gara vita per 3-0 ai danni dei campioni in carica del Derby County.
Il 14 giugno 1973 il Blackpool ingaggiò il giocatore per una somma di £ 14.000. Davies debuttò ufficialmente con i Seasiders il 25 agosto in una gara pareggiata per 2-2 contro il West Bromwich Albion, valida come giornata inaugurale di quella stagione. Tuttavia, in due annate riuscì a totalizzare solamente 36 presenze in campionato e nel 1975 venne ceduto in prestito al Crystal Palace per un periodo semestrale.
Il 30 giugno 1975 venne acquistato a titolo gratuito dallo Stockport County. Dopo 30 presenze e sette reti in campionato viene ceduto a titolo definitivo al Crewe Alexandra. Dopo una parentesi al Bangor City e al Cape Town City, il 1º maggio 1979 decise di ritirarsi dal calcio giocato.

### Nazionale
Venne convocato per la prima volta dalla nazionale gallese nel 1963 e con essa totalizzò 34 presenze in dieci anni. Disputò la sua ultima gara il 26 settembre 1973 contro la Polonia.

## Palmarès

### Competizioni nazionali
- Charity Shield: 1

Manchester City: 1972

### Competizioni internazionali
- Coppa delle Fiere: 1

Newcastle: 1969